# 忍法相伝73
『忍法相伝73』（にんぽうそうでん73）は、山田風太郎の時代小説。忍法帖シリーズの連作。「週刊現代」1964年5月14日号から1965年3月25日号に連載された。

## 各話タイトル
- 忍法相伝73 墨消し （忍法相伝74 墨消し破幻）[1]
- 忍法相伝85 天地無用
- 忍法相伝99 鳥の死声
- 忍法相伝100 諸行無常
- 忍法相伝103 善男善女
- 忍法相伝108 男体妊娠
- 忍法相伝110 白馬降臨

## 主な登場人物
- 伊賀大馬(いが　だいま) - 本作をはじめとする「忍法相伝」シリーズの主人公。29歳。伊賀忍者の末裔。
- 芦谷美登(あしや　みと) - 23歳。主人公が思いを寄せる女性。
- 芦谷洋(あしや　ひろし) - 美登の弟。中学生。
- 村岡紀平次(むらおか　きへいじ) - 不動産屋。
- 鳥羽壺子(とば　つぼこ) - モデル。村岡紀平次の妾。
- 松中半兵衛(まつなか　はんべえ) - 塾講師。国文学者、元大学教授。
- 松中丁子(まつなか　ちょうこ) - 松中半兵衛の妻。
- 石切(いしきり) - 運送会社の係長。大馬の上司。
- 葉山(はやま) - 大馬の大学時代のクラスメート。
- 芹子(せりこ) - 葉山の女房。
- 庄司甚太郎(しょうじ　じんたろう) - 社会事業家。
- 庄司ふすま(しょうじ　ふすま) - 女性代議士。甚太郎の妻。

## 作品の評価
- 山田自身は、本作を忍法帖シリーズ最低の「P評価」をつけている[2]。

## 書誌情報
- 「忍法相伝73」講談社、1965
- 「忍法相伝73」戎光祥出版、2013 - 前作の短編「忍法相伝64」を併録。

## 映画
『コント55号 俺は忍者の孫の孫』東宝、1969年 、監督：福田純、主演：コント55号（萩本欽一、坂上二郎）